# Чемоданово (Вологодская область)
Чемоданово — деревня в Вологодском районе Вологодской области.
Входит в состав Семёнковского сельского поселения, с точки зрения административно-территориального деления — в Семёнковский сельсовет.
Расстояние по автодороге до районного центра Вологды — 21,5 км, до центра муниципального образования Семёнково — 13,5 км. Ближайшие населённые пункты — Красково, Дурасово, Измайлово, Щетинино, Яковлевское, Белавино.
По переписи 2002 года население — 4 человека.